# The Long and Short of It
The Long and Short of It ist ein Kurzfilm und die dritte Regiearbeit von Sean Astin aus dem Jahr 2003. Er wurde von den Schauspielern Astin und Dominic Monaghan geschrieben und an einem Tag während der Pick-Up-Dreharbeiten für die DVD-Fassung des Films Der Herr der Ringe: Die zwei Türme in Wellington, der Hauptstadt Neuseelands, gedreht. Der fünf Minuten lange Stummfilm wurde am 26. August 2003 auf der DVD-Fassung von Die zwei Türme erstveröffentlicht und war offizielle Einsendung beim Sundance Film Festival 2003.

## Handlung
An einer Straße in Wellington versucht ein Arbeiter, ein Werbeplakat an eine Wand zu kleben. Aber seine Leiter ist kaputt und er hat Rückenschmerzen, sodass er sich nicht herunterbeugen kann. Er will schon aufgeben, als eine kleine Frau an ihm vorbeigeht, Mitleid mit ihm hat und den unteren Teil des Posters für ihn an die Wand klebt. Dadurch wird ein großer Mann auf sie aufmerksam, der vorher auf einer nahen Bank gesessen hatte, und klebt den oberen Teil mit Hilfe der Walze fest. Alle drei gehen einen Schritt zurück, um sich das Plakat anzusehen, welches ein Auto (den Sedan Wombat 2000) „mit mehr Fußraum für den ungewöhnlichen Mann“ bewirbt. Es wird klar, dass die kleine Frau und der große Mann das Auto wegen ihrer Körpergröße nicht würden fahren können, und dass der Straßenarbeiter es sich nicht leisten kann. Stattdessen steigen sie alle in einen kommenden Linienbus, und der Arbeiter bezahlt für seine beiden neuen Freunde. Aus dem Busfenster sieht man, dass die Malerutensilien des Arbeiters im Mülleimer liegen.

## Besetzung
- Andrew Lesnie, der Kameramann der Herr-der-Ringe-Filme, spielt die Hauptrolle als gräulicher Maler (Original: Grizzled Painter).
- Praphaphorn „Fon“ Chansantor spielt die kleine Frau. Die Thailänderin ist 1,02 Meter groß und war im Herrn der Ringe Stand-In für Pippin in Szenen mit Fokus auf Menschen oder Elben.[1]
- Paul Randall spielt den großen Mann; er ist 2,16 Meter groß und war Double für verschiedene Menschen und Elben in den Herr-der-Ringe- und Hobbit-Trilogien (hauptsächlich Gandalf).[2]
- Peter Jackson, der Herr-der-Ringe- und Hobbit-Regisseur, spielt den Busfahrer.

## Entstehung
Die Idee zu dem Kurzfilm wurde von dem 2001 verstorbenen Gaffer der Herr-der-Ringe-Filme, Brian Bansgrove, inspiriert. Sean Astin und Dominic Monaghan, die Schauspieler von Samweis „Sam“ Gamdschie und Meriadoc „Merry“ Brandybock, entwickelten das Konzept dazu während der Dreharbeiten zu der Szene auf der Brücke von Khazad-Dûm im Film Der Herr der Ringe: Die Gefährten. Sie fragten mehrere Mitglieder der Crew, ob sie bei dem Projekt mitmachen wollten, und drehten den Film an einem einzigen Tag während des Wiedersehens aller Beteiligten bei den Pick-Up-Dreharbeiten 2003 in Wellingtoner Vorort Kilbirnie. Die High-Definition-Digitalvideokameras, die auch für den Herrn der Ringe benutzt wurden, sollten eigentlich schon weggepackt werden, doch Astin durfte sie noch für einen Tag verwenden.
Sean Astin war Regisseur, Drehbuchautor und Produzent des Films. Das Drehbuch schrieb er zusammen mit Dominic Monaghan, seine Koproduzenten waren Jamie Selkirk, der Editor der Herr-der-Ringe-Trilogie, und Zane Weiner, der Produktionsmanager. Produktionsdirektor war Herr-der-Ringe-Produzent Barrie M. Osborne, der auch als Statist erscheint. Peter Jackson fungierte als Executive Producer und Elijah Wood, der Schauspieler von Frodo Beutlin, als erster Assistenzregisseur (1st assistant director). Gollum/Sméagol-Schauspieler Andy Serkis war Assistenz-Standortmanager (assistant location manager). Während der Produktion arbeitete er sich zur Position des Produzenten hoch, entschied jedoch, dass die Tätigkeit langweilig war, und kehrte wieder zu seinem Job als Standortmanager zurück.
The Long and Short of It enthält keine Dialoge; es ist ein Stummfilm. Stattdessen spielt im Hintergrund des gesamten Films Che gelida manina aus dem ersten Akt der Oper La Bohème von Giacomo Puccini; gesungen vom Tenor Roberto Alagna, veröffentlicht 1999. Die Musik wurde vom Schauspieler von Peregrin „Pippin“ Tuk Billy Boyd ausgesucht, sodass alle vier Schauspieler der Hobbits in der Herr-der-Ringe-Filmreihe an dem Kurzfilm beteiligt waren. Zur Produktion des Films erschien ein Making-of.

## Trivia
- Der Bus hat zwei Poster für den Film Der Herr der Ringe: Die Gefährten an der Seite.
- Sean Astin schrieb „P.S. I Love You Christine“ ans Ende der Credits (Christine ist Astins Ehefrau).